# Bizarro (berg- och dalbana)
Bizarro är en berg- och dalbana i stål som finns på Six Flags Great Adventure i New Jersey, USA. Man åker upp och ner inte mindre än sju gånger. Den öppnade 2 april 1999. Det var då den första golvlösa berg- och dalbanan i världen. Åkturen innehåller:
- Vertikal Loop
- Dykande Loop
- Zero G Roll
- Kobra Loop
- Korkskruv